# Typhlops proancylops
Typhlops proancylops är en ormart som beskrevs av Thomas och Hedges 2007. Typhlops proancylops ingår i släktet Typhlops och familjen maskormar. Inga underarter finns listade i Catalogue of Life.
Denna orm förekommer på södra Hispaniola. Den lever i kulliga områden mellan 300 och 600 meter över havet. Individerna vistas i olika slags skogar. Honor lägger ägg.
Beståndet hotas av intensivt jordbruk och produktionen av träkol. IUCN kategoriserar arten globalt som starkt hotad (EN).